# Watch Me Burn
Watch Me Burn – drugi singel włoskiego piosenkarza i aktora Michele Morronego wydany poprzez wytwórnię Agora 7 lutego 2020 roku.

## Autorstwo i historia wydania
Muzykę do utworu stworzyli Patryk Kumór, Dominic Buczkowski-Wojtaszek oraz Małgorzata „Lanberry” Uściłowska. Słowa napisali wyżej wymienieni artyści, a także Michele Morrone.
Singel został wydany w formacie digital download i streaming 7 lutego 2020 roku poprzez wytwórnię Agora na terenie Polski jak i na całym świecie (niecały miesiąc po wydaniu „Feel It”). Następnie pojawił się na wszystkich, trzech wersjach debiutanckiego albumu Morrone pt. Dark Room (znalazł się w wersji standardowej, kolekcjonerskiej/winylowej oraz bonusowej). Utwór jest również składową ścieżki dźwiękowej do polskiego filmu erotycznego 365 dni na podstawie książki Blanki Lipińskiej.

## Odbiór komercyjny
Utwór dostał się do streamingowych list przebojów: m.in. na 2. pozycję w iTunes oraz 2. w Apple Music w Polsce. W tym serwisie był notowany na terenie Brazylii (57. pozycja), Wielkiej Brytanii (86. miejsce) oraz Francji (94. pozycja). Został on także zanotowany na polskiej, rumuńskiej oraz bułgarskiej liście przebojów w serwisie Spotify.

## Teledysk
Teledysk tekstowy do utworu został opublikowany ponad sześć miesięcy od wydania samego singla, 28 sierpnia 2020 roku. Producentem wideo było przedsiębiorstwo Qfilmproduktion z siedzibą w Hamburgu. Został wyświetlony ponad milion razy.

## Wykonania na żywo
Z powodu pandemii COVID-19 w Polsce trasa koncertowa promująca pierwszy album studyjny Morrone została odwołana. Z tego powodu premierowe wykonanie utworu „Watch Me Burn” odbyło się dopiero na uroczystości wręczania nagrody Distinctive International Arab Festivals Awards (DIAFA), z którego nagranie zostało przesłane do serwisu YouTube przez jednego z fanów artysty.

## Listy utworów
| Digital download / media strumieniowe | Digital download / media strumieniowe | Digital download / media strumieniowe |
| Nr                                    | Tytuł utworu                          | Długość                               |
| ------------------------------------- | ------------------------------------- | ------------------------------------- |
| 1.                                    | „Watch Me Burn”                       | 3:05                                  |

| Digital download / media strumieniowe – wersja albumowa | Digital download / media strumieniowe – wersja albumowa | Digital download / media strumieniowe – wersja albumowa |
| Nr                                                      | Tytuł utworu                                            | Długość                                                 |
| ------------------------------------------------------- | ------------------------------------------------------- | ------------------------------------------------------- |
| 1.                                                      | „Watch Me Burn”                                         | 3:06                                                    |

| Digital download / media strumieniowe – wersja albumowa (z wersji bonusowej) | Digital download / media strumieniowe – wersja albumowa (z wersji bonusowej) | Digital download / media strumieniowe – wersja albumowa (z wersji bonusowej) |
| Nr                                                                           | Tytuł utworu                                                                 | Długość                                                                      |
| ---------------------------------------------------------------------------- | ---------------------------------------------------------------------------- | ---------------------------------------------------------------------------- |
| 1.                                                                           | „Watch Me Burn”                                                              | 3:05                                                                         |

## Twórcy

### Singel
- Dominic Buczkowski-Wojtaszek – produkcja, muzyka, tekst, mastering, miksowanie
- Patryk Kumór – produkcja, muzyka, tekst, mastering, miksowanie
- Małgorzata „Lanberry” Uściłowska – muzyka, tekst
- Michele Morrone – tekst[2]

### Teledysk
- Qfilmproduktion – produkcja teledysku tekstowego[16]

## Historia wydania
| Obszar     | Data            | Format                      | Wersja   | Wytwórnia                       | Przypis |
| ---------- | --------------- | --------------------------- | -------- | ------------------------------- | ------- |
| Cały świat | 25 czerwca 2020 | digital download, streaming | oryginał | Polydor Germany/Universal Music | [ 22 ]  |
| Cały świat | 7 lutego 2020   | digital download, streaming | oryginał | Agora                           | [ 4 ]   |
| Polska     | 7 lutego 2020   | digital download, streaming | oryginał | Agora                           | [ 3 ]   |